# 21 점프 스트리트
《21 점프 스트리트》(영어: 21 Jump Street)는 1987년부터 1991년까지 방영된 미국의 경찰 드라마 텔레비전 시리즈이다. 1987년 4월 12일부터 1990년 7월 16일까지 폭스에서 시즌 1부터 시즌 4까지 방영하였으며, 1990년 10월 13일부터 1991년 4월 27일까지 방송 신디케이션을 통해 시즌 5가 방영되었다.
리처드 그리코가 주연한 파생작 범죄 드라마 텔레비전 시리즈 《부커》(en:Booker)가 1989년 9월 24일부터 1990년 5월 6일까지 폭스에서 방영되었다.
2012년 동명 제목으로 영화화되었으며 조니 뎁, 홀리 로빈슨 피트, 마이클 덜루이즈가 카메오 출연하였다. 2014년 속편 《22 점프 스트리트》가 개봉하였다.

## 개요
실제 나이보다 어려 보여 10대 행세가 가능한 21 점프 스트리트 경찰서 신참 경찰관들이 학교, 갱단, 10대들이 몰리는 장소에 고등학생 혹은 대학생으로 위장 침투하여 마약 밀매 등을 수사한다. 각 에피소드는 알코올 의존증, 혐오 범죄, 조직 폭력, 약물 남용, 동성애 혐오, 에이즈, 아동 학대, 성적 문란 등 당면 사회 문제를 다루며 관련 교훈을 내포한다. 첫 방영 당시 상당수 에피소드에 출연진이 직접 등장하는 공익 광고와 위기 상담 전화 번호 안내가 포함되었다.

## 출연
| 배우                 | 배역                                       | 시즌      | 시즌      | 시즌      | 시즌      | 시즌      |
| 배우                 | 배역                                       | 1         | 2         | 3         | 4         | 5         |
| -------------------- | ------------------------------------------ | --------- | --------- | --------- | --------- | --------- |
| 조니 뎁              | 토머스 "톰" 핸슨 주니어 순경               | 메인      | 메인      | 메인      | 메인      | 출연 없음 |
| 홀리 로빈슨          | 주디스 "주디" 호프스 경사                  | 메인      | 메인      | 메인      | 메인      | 메인      |
| 피터 덜루이즈        | 더글러스 "더그" 펜홀 순경                  | 메인      | 메인      | 메인      | 메인      | 게스트    |
| 더스틴 응우옌        | 해리 트루먼 "H.T" 아이오키 경사/빈 반 트란 | 메인      | 메인      | 메인      | 메인      | 출연 없음 |
| 프레더릭 포러스트    | 리처드 젱코 경감                           | 메인      | 출연 없음 | 출연 없음 | 출연 없음 | 출연 없음 |
| 스티븐 윌리엄스      | 애덤 풀러 경감                             | 메인      | 메인      | 메인      | 메인      | 메인      |
| 마이클 덜루이즈      | 조지프 "조이" 펜홀 순경                    | 출연 없음 | 출연 없음 | 출연 없음 | 출연 없음 | 메인      |
| 마이클 벤데티        | 앤서니 "맥" 매캔 순경                      | 출연 없음 | 출연 없음 | 출연 없음 | 출연 없음 | 메인      |
| 샐 젱코              | 샐 "블로피시" 밴두치                       | 리커링    | 리커링    | 리커링    | 리커링    | 게스트    |
| 리처드 그리코        | 데니스 부커 형사                           | 출연 없음 | 출연 없음 | 리커링    | 리커링    | 출연 없음 |
| 이벳 나이파          | 재키 개릿 지방 검사보                      | 출연 없음 | 출연 없음 | 리커링    | 출연 없음 | 출연 없음 |
| 데이비드 배리 그레이 | 딘 개릿 순경                               | 출연 없음 | 출연 없음 | 출연 없음 | 게스트    | 리커링    |
| 알렉산드라 파워스    | 케이티 로키 순경                           | 출연 없음 | 출연 없음 | 출연 없음 | 출연 없음 | 리커링    |

게스트 (성 A-Z)
| - 커림 압둘저바 (1990) - 스티브 앤틴 (1986) - 크리스티나 애플게이트 (1988) - 리아 에어스 (1987) - 피터 버그 (1988) - 브라이언 블룸 (1989) - 조시 브롤린 (1987) - 세라 벅스턴 (1987) - 조지프 캠퍼넬라 (1989) - 토머스 헤이든 처치 (1989) - 민디 콘 (1987-88) - 돔 덜루이즈 (1989) - 보비 이크스 (1989) - 크리스틴 엘리스 (1989) - 롭 에스티스 (1989) - 셰릴린 펜 (1987) - 브리짓 폰다 (1989) - 페리 길핀 (1988) - 리키 폴 골딘 (1989) - 브래들리 그레그 (1988) - 켈리 후 (1989) - 재닛 휴버트 (1988) - 제리 주얼 (1990) - 앤드루 케이니그 (1988) - 패트릭 래버토 (1989) - 트레이시 린드 (1987) - 제이슨 라이블리 (1987) | - 더그 매키언 (1988) - 로클린 먼로 (1987-90) - 스튜 네이핸 (1989) - 레이 파커 주니어 (1990) - 로지 퍼레즈 (1990) - 데이비드 페이머 (1987) - 제이다 핑킷 (1991) - 브래드 피트 (1988) - 제이슨 프리스틀리 (1987) - 마커스 레드먼드 (1990) - 글로리아 루번 (1988) - 리처드 라운트리 (1990) - 릴라 로숀 (1990) - 폴리 쇼어 (1987) - 커트우드 스미스 (1987) - 캐스린 리 스콧 (1990) - 러렌즈 테이트 (1989) - 섀넌 트위드 (1987) - 마리오 밴피블스 (1989) - 블레어 언더우드 (1987) - 레이 월스턴 (1987) - 빌리 워록 (1989) - R.J. 윌리엄스 (1989) - 브루스 A. 영 (1987) |  |